# La batea / Soy del pueblo
«La batea / Soy del pueblo» es un sencillo del grupo chileno Quilapayún, lanzado en Chile en 1971 bajo el sello Dicap y perteneciente al álbum del mismo año Vivir como él. El primer tema aparece en varios otros sencillos de principios de la década de 1970.

## Lista de canciones
| Lado A |            |                       |                       |          |  |
| N.º    | Título     | Letras                | Escritor(es)          | Duración |  |
| 1.     | «La batea» | Quilapayún, Toni Taño | Quilapayún, Toni Taño | 3:11     |  |

| Lado B |                  |               |               |          |  |
| N.º    | Título           | Letras        | Escritor(es)  | Duración |  |
| 2.     | «Soy del pueblo» | Carlos Puebla | Carlos Puebla | 3:15     |  |
| 6:26   |                  |               |               |          |  |